# Rubén Vega
Rubén Vega (* 25. September 1989) ist ein ehemaliger argentinischer Biathlet.

## Karriere
Rubén Vega startete im August 2010 bei den Biathlon-Südamerikameisterschaften in Portillo und Bariloche. Bei der Meisterschaft, die als Rennserie ausgetragen wurde, wurde Vega in Portillo 15. des Einzels, 14. im Sprintrennen und 15. im Massenstart. Beim Sprintrennen in Bariloche wurde er Sechster. In der Gesamtwertung belegte er den 12. Platz. Zwei Jahre später war Vega ebenfalls bei den Meisterschaften am Start und wurde Achter sowie Neunter in Massenstart und Sprint. Im Dezember 2015 startete der Argentinier noch in drei Rennen des IBU-Cups, weitere Turnierteilnahmen blieben danach aus.